# Leptotarsus intermedius
Leptotarsus intermedius är en tvåvingeart som först beskrevs av Alexander 1922.  Leptotarsus intermedius ingår i släktet Leptotarsus och familjen storharkrankar. Inga underarter finns listade i Catalogue of Life.